# Lubbers Quarters Cay
Lubbers Quarters Cay je jedním ze skupiny ostrovů Abaco ležících v souostroví Bahamy v Karibském moři. Nachází se mezi Marsh Harbour a Elbow Cay přibližně 5 km jižně od Hopetown. Ostrov je zhruba 1,6 km široký a 800 m dlouhý.
Na ostrově se nachází dostatek izolovaných pláží a je příjemným místem pro rekreační chůzi nebo jogging.
V nedávné době došlo ke zpřístupnění telefonní služby a k téměř 100% elektrifikaci ostrova. Jedinou možnou přístupovou cestou na ostrov je lodí (lze pronajmout v nedalekém Marsh Harbour nebo Hopetown).